# Again and Again (Status Quo)
Again and Again è un singolo del gruppo rock Status Quo, pubblicato come singolo nell'agosto del 1978.

## La canzone
Ricerca e sperimentazione sonora distinguono questo pezzo degli Status Quo che, con la collaborazione del produttore statunitense Pip Williams, si propongono al pubblico con un nuovo sound capace di fondere le ruvide e potenti sonorità del classico stile hard con l'uso delle nuove tecnologie (specialmente sintetizzatori).
Il testo del brano è ispirato e dedicato al grande Elvis Presley, da sempre uno dei riferimenti musicali della band, deceduto prematuramente l'anno prima.
Il singolo va al n. 13 e staziona 9 settimane nelle charts britanniche.

## Tracce
1. Again and Again - 3:40 - (Parfitt/Bown/Lynton)
2. Too Far Gone - 3:12 - (Lancaster)

## Formazione
- Francis Rossi (chitarra solista, voce)
- Rick Parfitt (chitarra ritmica, voce)
- Alan Lancaster (basso, voce)
- John Coghlan (percussioni)

## Altri musicisti
- Andy Bown (tastiere)

## British singles chart
| Posizione | 39 | 23 | 14 | 13 | 14 | 20 | 23 | 50 | 72 | uscito |